# L'Express fantôme
Pour les articles homonymes, voir The Phantom Express.
Pour plus de détails, voir Fiche technique et Distribution.
L'Express fantôme (The Phantom Express) est un film américain en noir et blanc réalisé par Emory Johnson, sorti en 1932.

## Synopsis
L'ingénieur D.J. "Smokey" Nolan, conduit sa locomotive à plein régime lorsqu'il aperçoit un train venant en sens inverse, directement sur son chemin. Il effectue un freinage d'urgence ; le train commence à s'arrêter puis déraille. Plusieurs passagers sont tués. Une enquête ne trouve aucune trace du train venant en sens inverse. Smoky est renvoyé pour négligence.
Smoky a une charmante fille, Carolyn Nolan. Le PDG du Southwest Pacific Railroad, M. Harrington, a un fils séduisant, Bruce Harrington.
En raison du déraillement, M. Harrington a décidé de vendre le chemin de fer pour une fraction de sa valeur. Il signera les papiers à minuit. Entre-temps, Bruce rencontre Carolyn et découvre qu'elle est la fille de l'ingénieur renvoyé. Ils se plaisent instantanément, puis décident de partir ensemble et de résoudre le mystère de l'express fantôme.

## Fiche technique
- Titre français : L'Express fantôme
- Titre original : The Phantom Express
- Réalisation : Emory Johnson
- Scénario : Laird Doyle, d'après une histoire d'Emory Johnson
- Producteur : Irving C. Franklin, Emory Johnson, Donald M. Stoner
- Photographie : Ross Fisher
- Montage : S. Roy Luby
- Production : Emory Johnson Productions
- Distributeur : Majestic Pictures
- Pays de production :  États-Unis
- Langue : anglais
- Format : noir et blanc — 35 mm — 1,37:1 — son : Mono (RCA Photophone System)
- Genre : thriller, policier
- Durée : 70 min (6 bobines)
- Date de sortie :
  - États-Unis : 15 août 1932
  - France : date inconnue

## Distribution
- William Collier Jr. : Bruce Harrington
- Sally Blane : Carolyn Nolan
- J. Farrell MacDonald : D.J. 'Smokey' Nolan
- Hobart Bosworth : Mr. Harrington
- Axel Axelson : Axel, le pompier
- Lina Basquette : Betty
- Eddie Phillips : Dick Walsh
- Robert Ellis : Reynolds
- Claire McDowell : Ma Nolan
- David Rollins : Jackie Nolan
- Tom O'Brien : Red Connelly, l'opérateur du télégraphe
- Huntley Gordon : Président de la compagnie concurrente
- Brady Kline : Slim, un homme de main
- Jack Pennick : Bubba, un homme de main
- Jack Mower : un chef de gang
- Allan Forrest : un homme de main

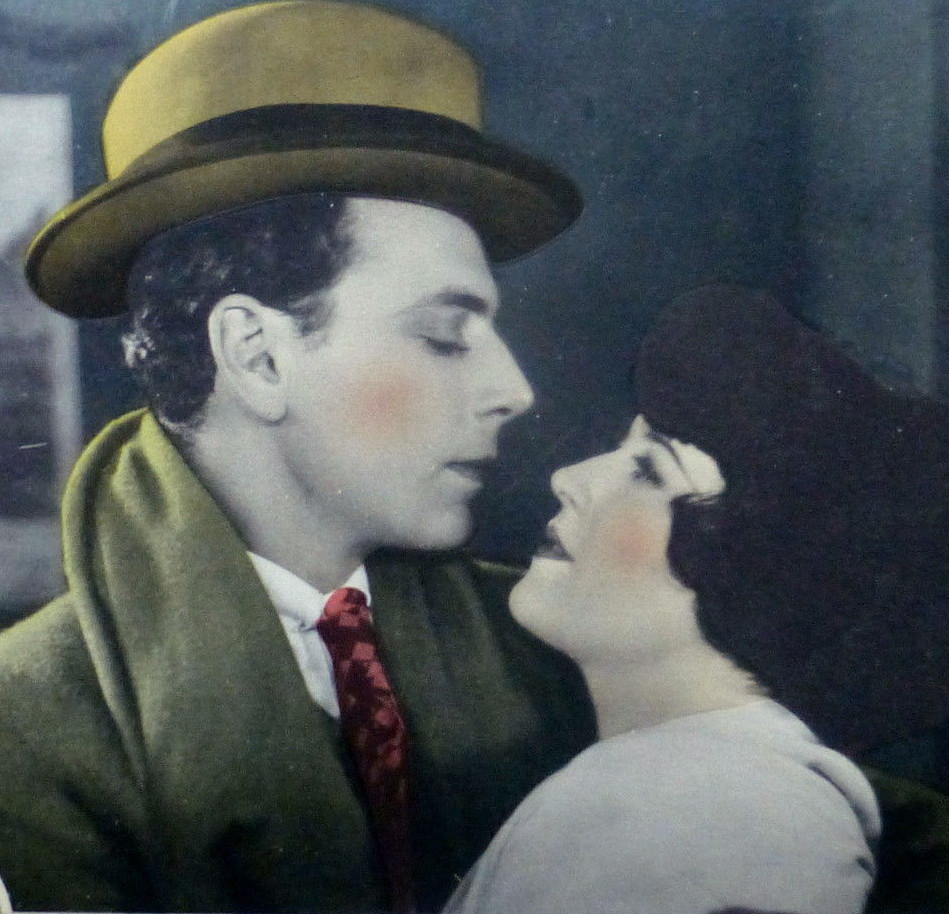
William Collier Jr. Bruce Harrington
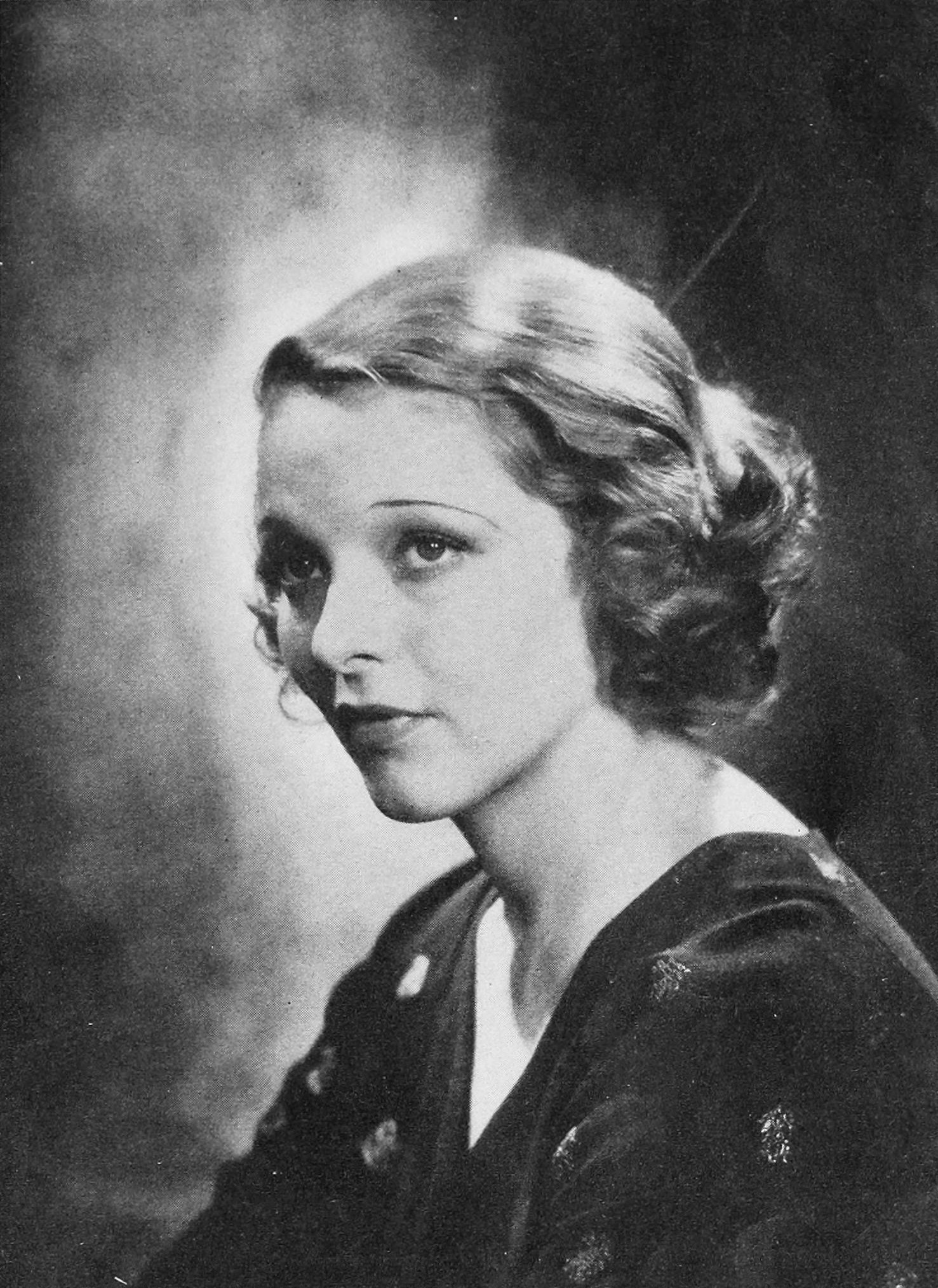
Sally Blane Carolyn Nolan
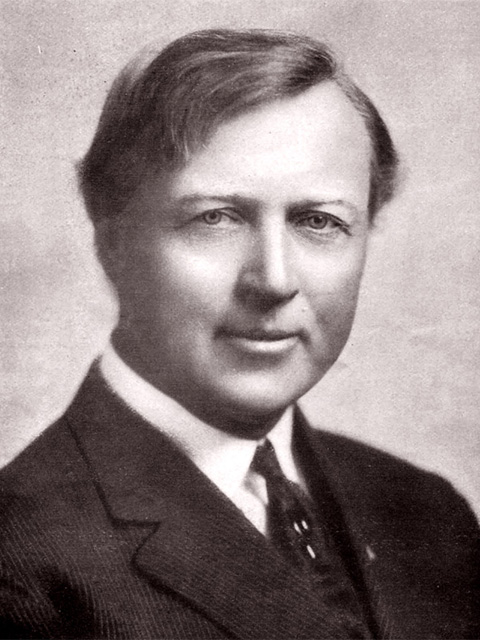
Hobart Bosworth Mr. Harrington
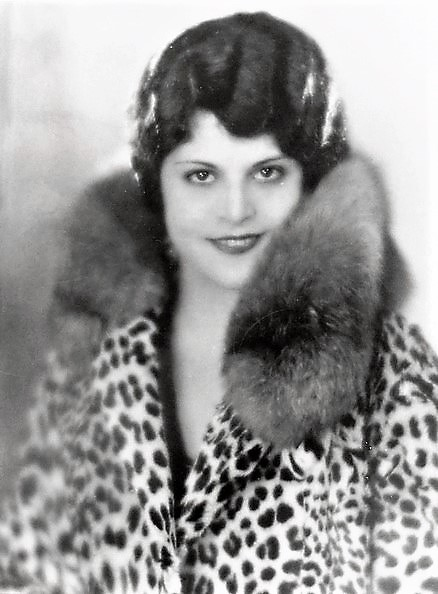
Lina Basquette Betty
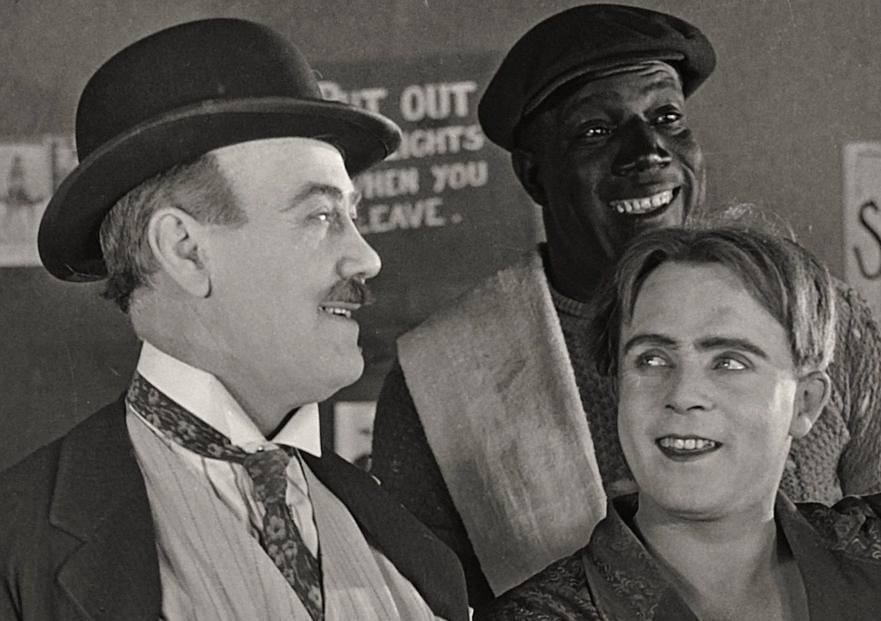
Tom O'Brien Red Connelly opérateur du télégraphe
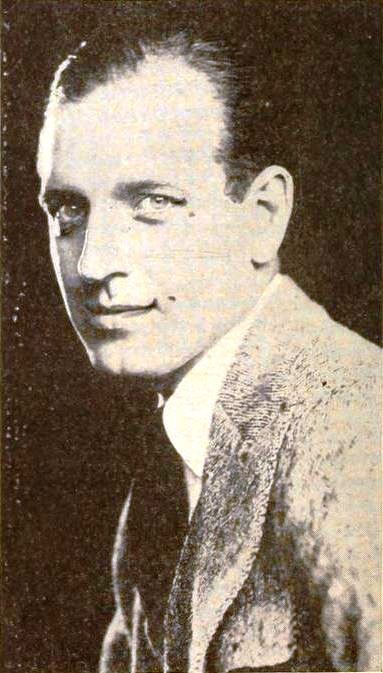
Robert Ellis Reynolds
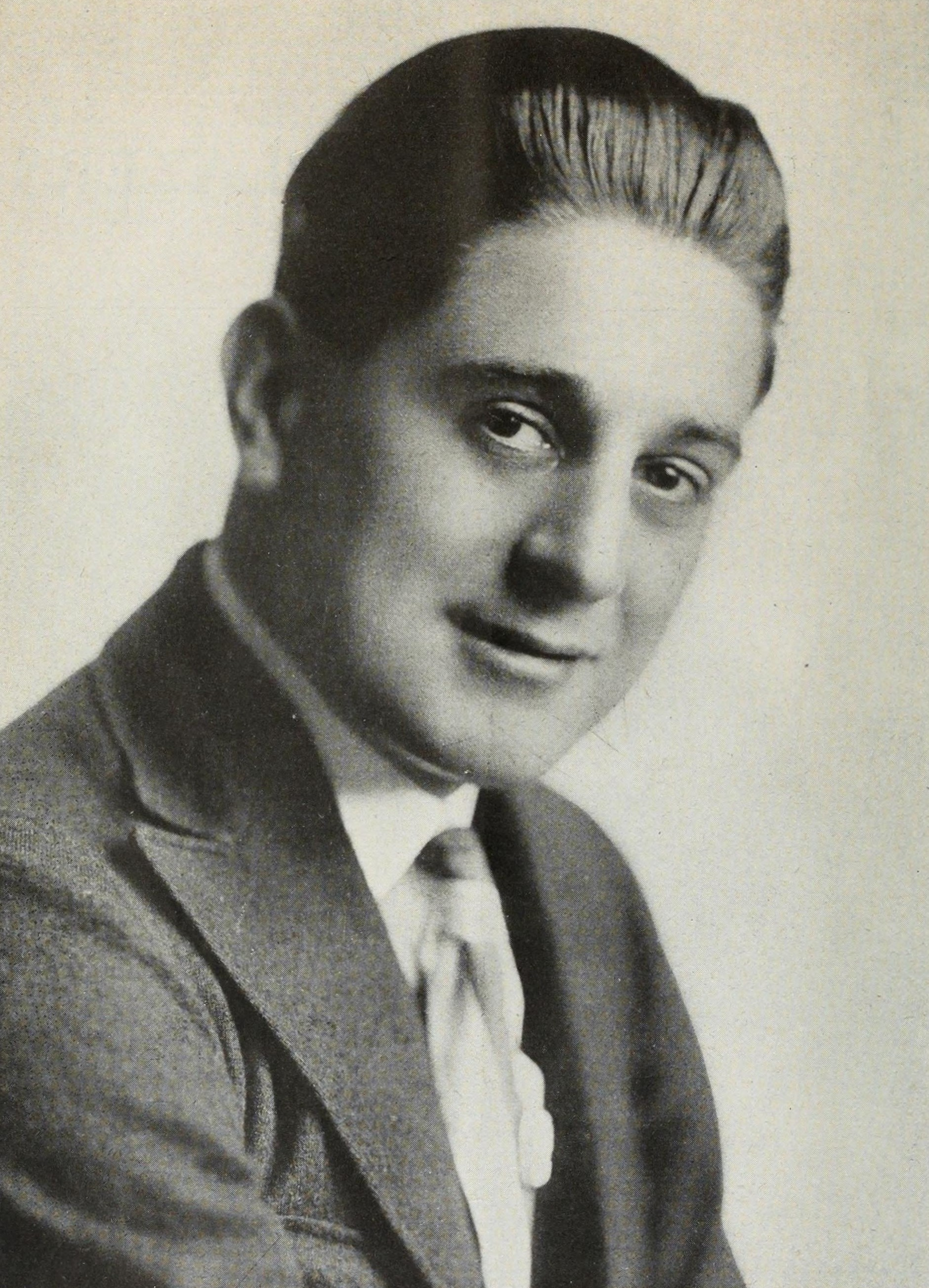
Allan Forrest un homme de main
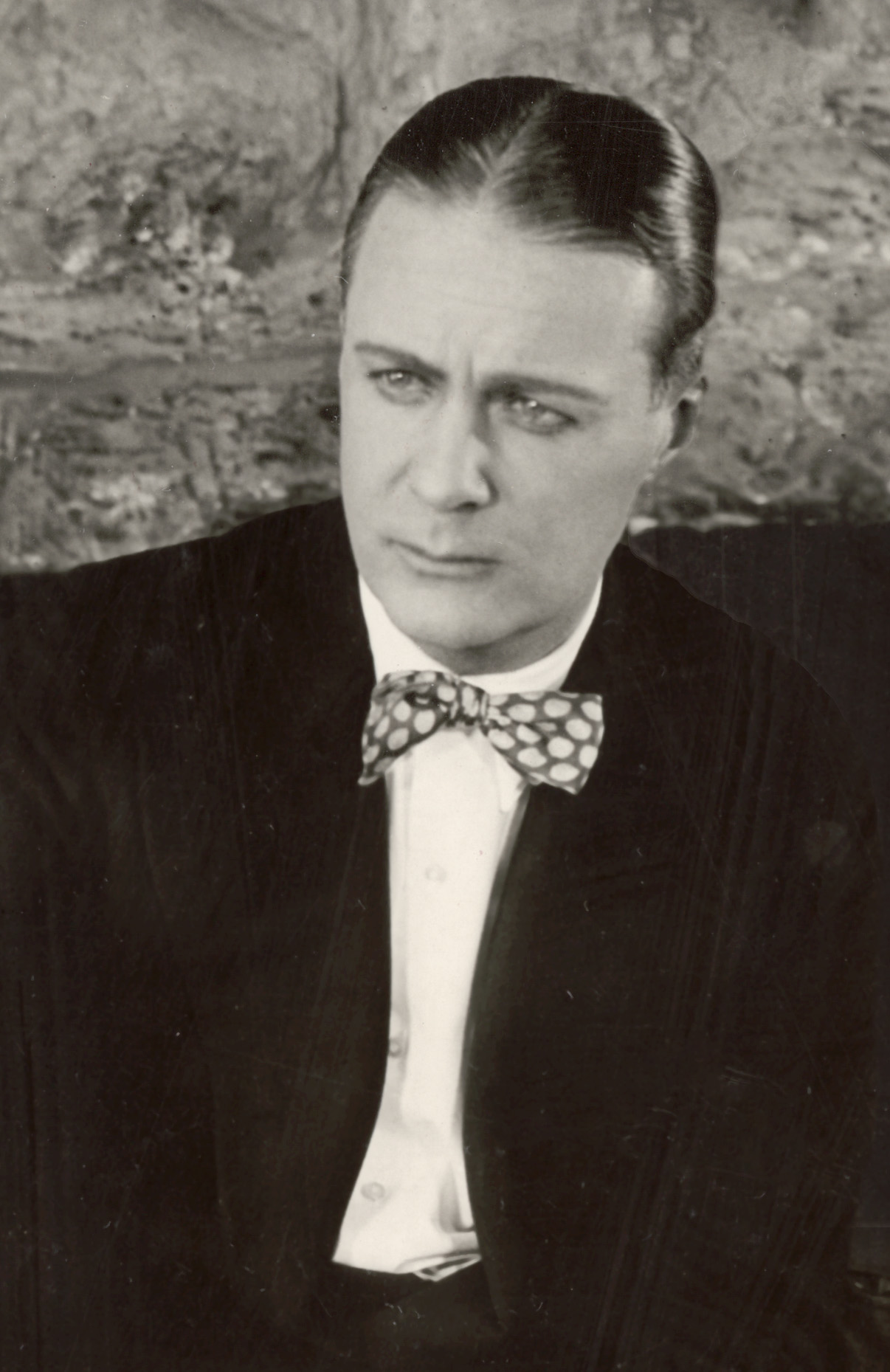
Huntley Gordon Président de la compagnie concurrente